# 231 Pacific PLM
Les Pacific du PLM forment une famille de locomotives à vapeur Françaises fabriquées de 1911 à 1932 pour le compte de la Compagnie du Paris Lyon Méditerranée
Ce sont des locomotives de vitesse affectées à la traction de trains de voyageurs rapides et lourds.

## Genèse
Dans les années 1910, le PLM possède de bonnes Ten Wheel à grandes et petites roues mais cherche cependant une locomotive plus puissante pour la traction des trains de voyageurs rapides et de plus en plus lourds.
Le type Pacific ayant débarqué en Europe depuis peu avec de bons résultats, les ingénieurs de la compagnie commandèrent deux prototypes aux ateliers de Paris en 1909, l'un à simple expansion : la 6101 et l'autre compound : la 6001.
La machine à simple expansion (6101) équipée de la surchauffe et bien que plus gourmande en combustible et en eau attira l'attention car plus simple à conduire et à entretenir.
La première série est donc commandée sur le modèle de ce prototype et s'appellera 231 PLM 6102 à 6171, elle sera livrée à partir de 1911.
Plus tard et devant les bons résultats qu'apportera la 6001 enfin équipée de la surchauffe, le PLM commande également une série de locomotives compound, les 231 PLM 6011 à 6030, cette série sera livrée dès 1912.
Au fil des évolutions et des améliorations des connaissances sur la vapeur, plusieurs séries seront commandées jusqu'en 1932 avec un total de 462 locomotives, ce qui en fait la série la plus importante de locomotives construites pour une ancienne compagnie française avant la SNCF.

## Locomotives à simple expansion
Ces locomotives simples et fiables sur le modèle des machines américaines ou anglaises, bien que consommant plus, ont d'abord été préférées aux compounds plus complexes, cependant l'augmentation du prix du charbon après la Guerre les rendront beaucoup moins attrayantes.
- 231 PLM 6101 à 6171 livrées entre 1911 et 1912
- 231 PLM 6172 à 6191 livrées entre 1917 et 1924

Du fait du changement de mode dans le sens du compoundage dans les années 1920, toutes les machines à simple expansion finissent par être transformées donnant les séries suivantes :
- 231 E 1 à 71 issues de la transformation entre 1925 et 1930 des 6101 à 6171
- 231 H 1 à 30 issues de la transformation entre 1938 et 1948 des 6172 à 6191 par la SNCF

## Locomotives Compound
- 231 PLM 6001, livrée en 1909 et différenciée de la série qui en découle car légèrement différente
- 231 PLM 6011 à 6030 & 6221 à 6286 livrées entre 1912 et 1921, avec une interruption dans les constructions du fait de la guerre, plus tard ces machines seront reconstruites et améliorées en 231 K 2 à 86 par la SNCF après la seconde Guerre mondiale pour assurer le trafic voyageur sur les grandes lignes non encore électrifiées
- 231 PLM 6301 à 6480 livrées entre 1921 et 1925 et qui seront transformées en 231 G 1 à 230 entre 1931 et 1932
- 231 F 231 à 285 livrées entre 1931 et 1932
- 231 H 141, transformée depuis la 231 PLM 6441 et livrée en 1933. Cette machine, la plus puissante des Pacific PLM avec son timbre à 20 kg, servira de modèle pour les 231 H 1 à 30 de la SNCF

## Utilisation et Service
Dès le départ et avant d'être modernisées, ces machines se montrent de bonnes locomotives et remplacent les 230 PLM 2601 à 2760 en tête des trains rapides les plus lourds et des trains prestigieux comme le Simplon-Orient-Express ou le Calais-Méditerranée-Express .
Très vite modernisées et accompagnées de nouvelles séries, elles assurent une grande partie du trafic voyageurs du sud-est de la France. Les versions les plus abouties se montrent capable de développer 3000 ch à la jante en tête de trains de plus de 600 Tonnes à 120 km/h.Elles deviennent rapidement les reines du réseau et font la fierté des équipes de conduites.
Lorsqu’à partir de 1949 l'artère Impériale Paris-Lyon-Marseille est électrifiée, la SNCF mute ces locomotives dans d'autres régions de France, les limitant dans leur région d'origine à la ligne Marseille-Vintimille non encore électrifiée.
On les retrouvera ainsi dans les régions de l'Est et du Nord où elles finissent leur carrière en tête de trains rapides, de plus il arrive souvent qu'elles tractent la fameuse Flèche d'Or. C'est justement en tête de ce train que le 11 janvier 1969 les 231 K 22 et 231 K 82 achèvent leur carrière, marquant ainsi la fin du service régulier des Pacific sur le réseau ferré Français.

## Tenders Associés
Ces locomotives ayant fonctionné pendant près de 60 ans, elles ont été maintes fois améliorées et modifiées, ainsi on dénombre 3 types de tenders qui ont été attelés à ce type de locomotive :
- Tender 3 essieux PLM d'une contenance de 20 mètres cubes d'eau et de 5 T de charbon
- Tender 2 bogies PLM d'une contenance de 30 mètres cubes d'eau et de 7 T de charbon
- Tender 2 bogies Nord d'une contenance de 38 mètres cubes d'eau et de 9 T de charbon, ceux-ci seront installés lors de la mutation des K vers le Nord dans les années 1950.

## Préservation
Quatre de ces machines ont été préservées dont une qui est en état de marche :
- 231 K 8 (anciennement 6018 puis 6208), préservée en état de marche par le MFPN
- 231 K 22 (anciennement 6222) préservée par le Bahnpark d'Augsburg
- 231 K 82 (anciennement 6282) confiée au CFTLP et en cours de restauration
- 231 H 8 (anciennement 6143) préservée en état de présentation à la Cité du Train de Mulhouse

Pacific PLM préservées
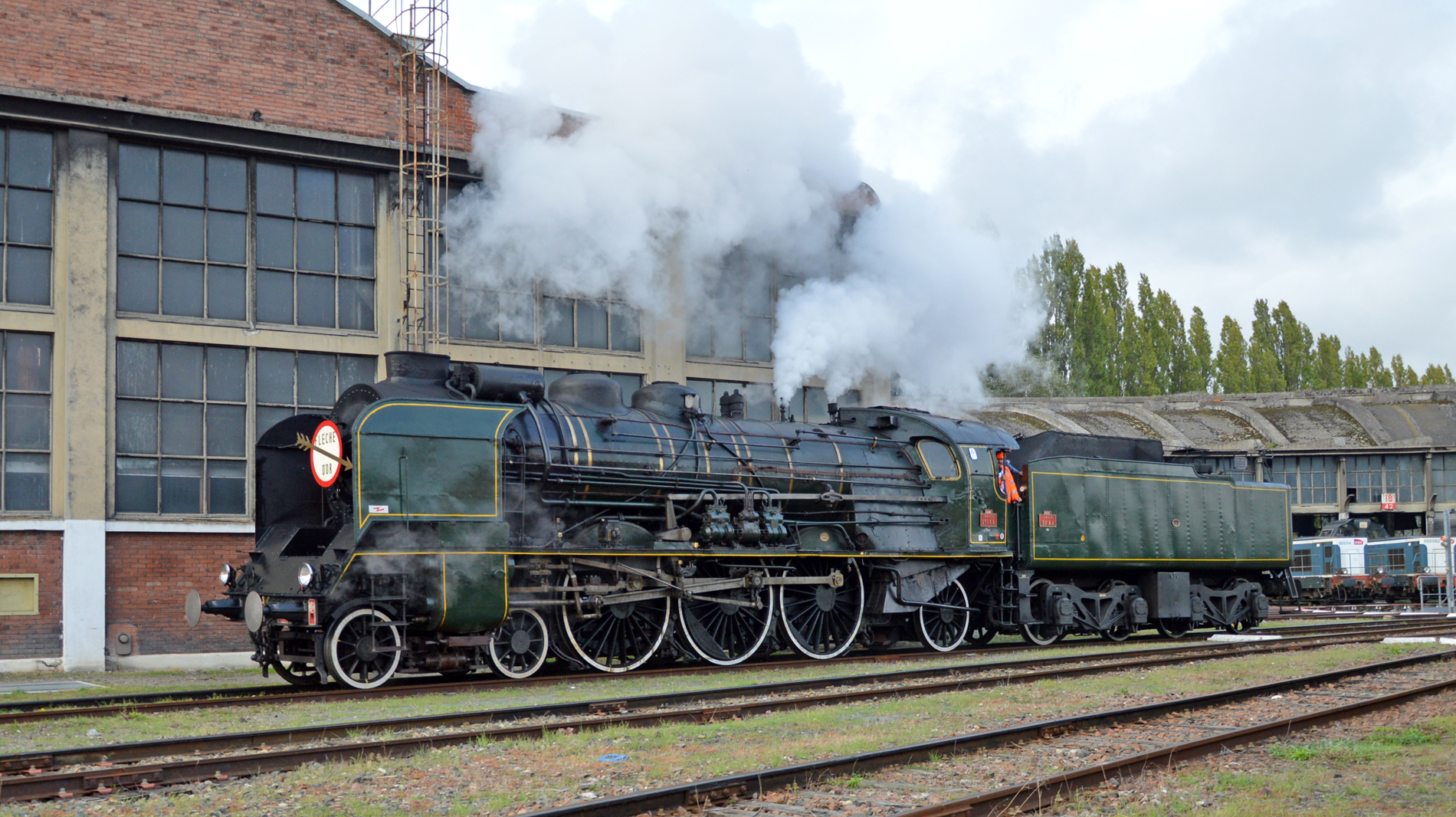
Machine préservée en état de marche.
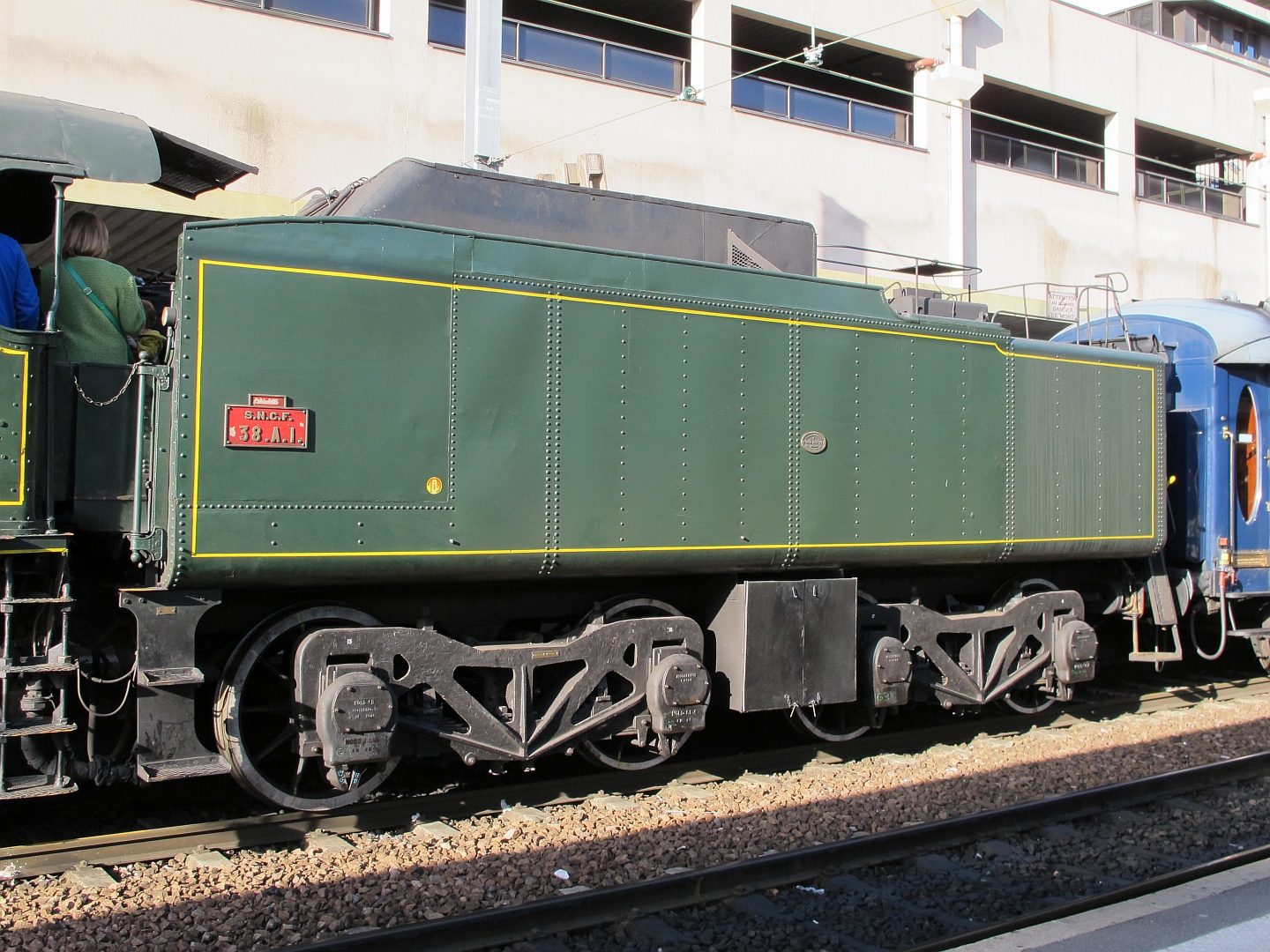
Tender en état de marche.
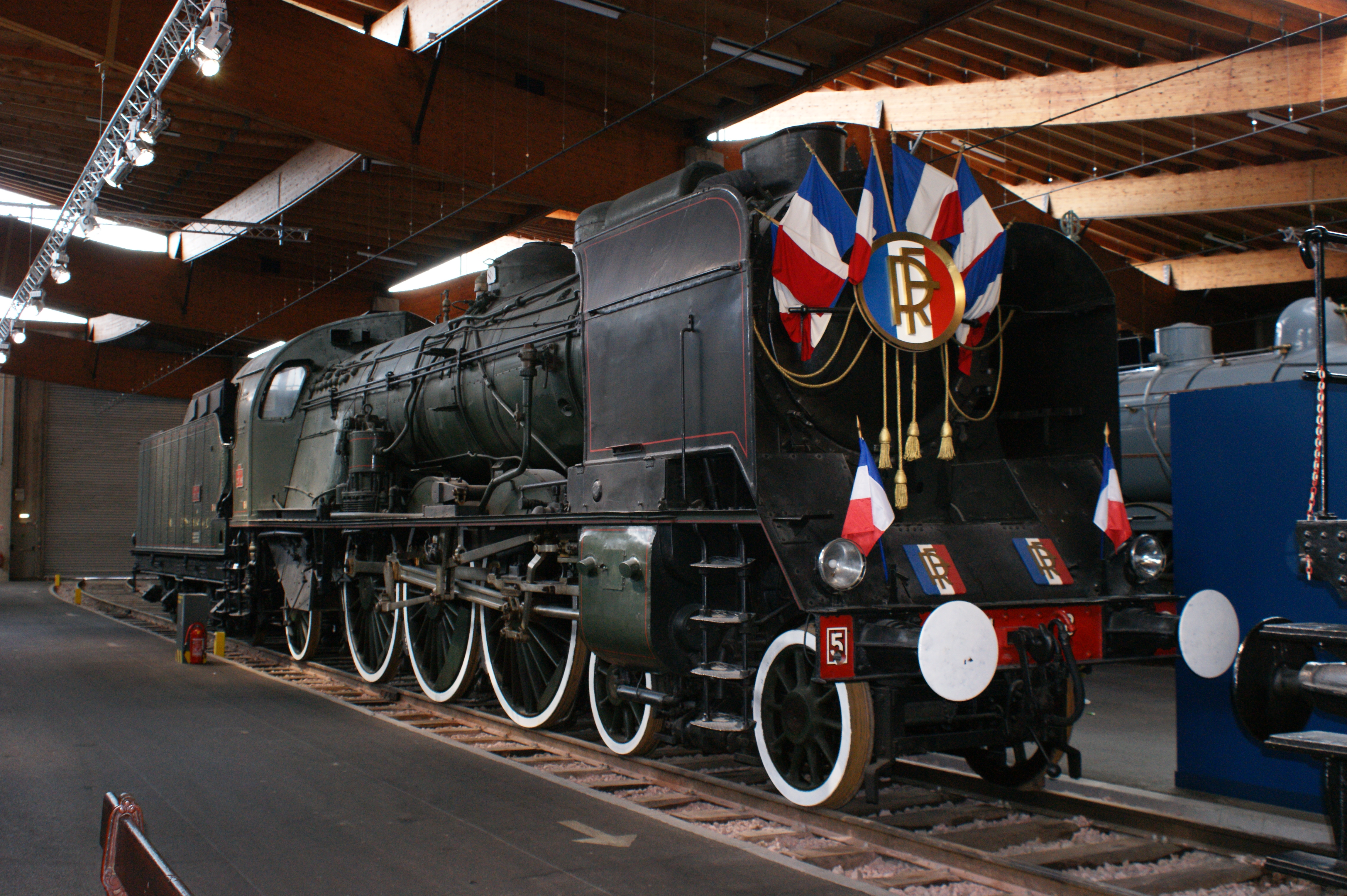
Machine de la Cité du Train.